# 歐陽介
歐陽介（1459年—？），字勗辨，江西吉安府安福縣人，民籍，明朝政治人物。

## 生平
弘治二年（1489年）己酉科江西鄉試第二十四名舉人，六年（1493年）中式癸丑科會試第五十八名，三甲第一百六十八名進士。

## 家族
曾祖歐陽孟武；祖父歐陽脩己；父歐陽寧，含山縣知縣。前母劉氏；母顏氏。永感下。